# Ommata transversemaculata
Ommata transversemaculata là một loài bọ cánh cứng trong họ Cerambycidae.